# Oliver Milburn
Oliver Milburn, född 25 februari 1973 i England, är en brittisk skådespelare. Milburn är troligen främst känd för sina roller i TV-serierna Två familjer (1992-1993), Tess av d'Urberville (1998) och Forsytesagan (2003).
Oliver Milburn är gift med det brittiska nyhetsankaret Katie Razzall.

## Filmografi i urval
- Två familjer (1992-1993)
- Tess av d'Urberville (1998)
- David Copperfield (1999)
- Forsytesagan (2003)
- Coronation Street (2011)
- Scott & Bailey (2012)